# Les Contes du Tsar
Les Contes du Tsar, puis Les Contes Orientaux, est une série télévisée jeunesse québécoise en 17 épisodes de 25 minutes écrite par Maria Tonnerova Daoust, réalisée par Jean Picard, et diffusée entre le 2 mars 1978 et le 12 juin 1979 à la Télévision de Radio-Canada.

## Synopsis
Le tsar nous raconte divers contes de la tradition orale de l'Europe centrale (la Lettonie, la Lituanie, la Russie, l'Ukraine, la Géorgie, l'Arménie, etc.).
Parmi les contes, nous retrouvons : La Brave Paysanne ; Pourquoi le tsar avait presque perdu sa femme ; La Méchante Fermière et le monstre poilu ; Le Porcher ; La leçon pour la princesse ; Le Cheval magique ; Le Sage joaillier ; Le Sel ou l'or (Ukraine) ; La Fille à l'étoile d'or (Moldavie) ; Le Tsar du temps (Georgie) ; Le Couturier courageux (Arménie) ; Le Petit Cochon (Kazakhstan) ; On ne peut se comparer à moi (Tadjikistan) ; Le Palais des chats ; Les Cils du loup ; Momotaro, le plus grand garçon né d'une pêche au Japon ; La plus étranges des histoires ; Les Trois Moines ; Le Son de la flûte au clair de lune ; Les Rouleaux sacrés ; Fleur de camélia ; Les Filles dans les miroirs ; La Fille des plantes ; La Plante magique ; Les trois cheveux d'or de Bouddha ; et Les Deux Frères.

## Fiche technique
- Scénarisation : Maria Tonnerova Daoust
- Réalisation : Jean Picard
- Narratrice : Christiane Delisle
- Société de production : Société Radio-Canada

## Distribution
- Léo Ilial : le tsar
- Louise Lambert
- Jean-Louis Millette
- Louise Dufresne
- Yvon Dufour
- Francine Vézina
- Diane Miljour
- Jean-Claude Meunier
- Denis Gagnon
- Jean-Claude Tremblay
- Robert Séguin
- Denise Morelle
- Réjean Guénette